# New York-New York Hotel & Casino
New York-New York is een hotel- en casinocomplex in Las Vegas in de Amerikaanse staat Nevada. Het hotel bevindt zich aan de Las Vegas Boulevard, beter bekend als The Strip. Het is een van de grootste casino's van de MGM Mirage Group en is geopend sinds 3 januari 1997.
New York-New York gebruikt de stad New York als thema op vele verschillende manieren. De architectuur van het complex refereert aan de skyline van New York. Enkele van de hoteltorens hebben sterke gelijkenissen met bestaande wolkenkrabbers zoals de Empire State Building en de Chrysler Building.
Voor het hotel ligt een zwembad dat aan de New Yorkse haven doet denken, met een replica van het Vrijheidsbeeld. Er staat ook een replica van de Brooklyn Bridge. Binnenin het complex zijn bepaalde gebieden genoemd naar de verschillende wijken en bezienswaardigheden van New York.
New York-New York heeft ook een bar genaamd Coyote Ugly, gebaseerd op de gelijknamige film.

## Trivia
- New York-New York noemt zichzelf "The greatest city in Las Vegas".

## Galerij

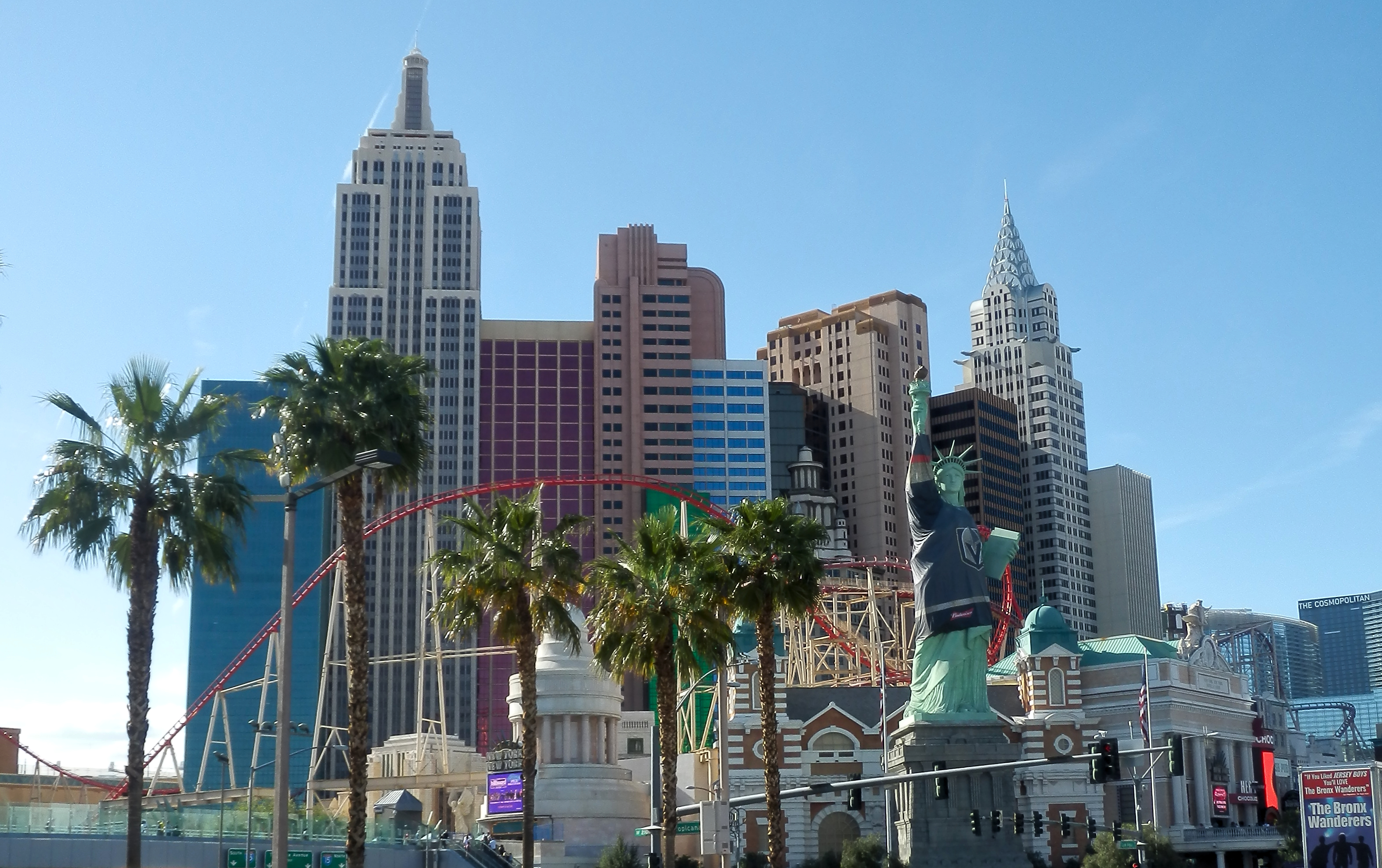
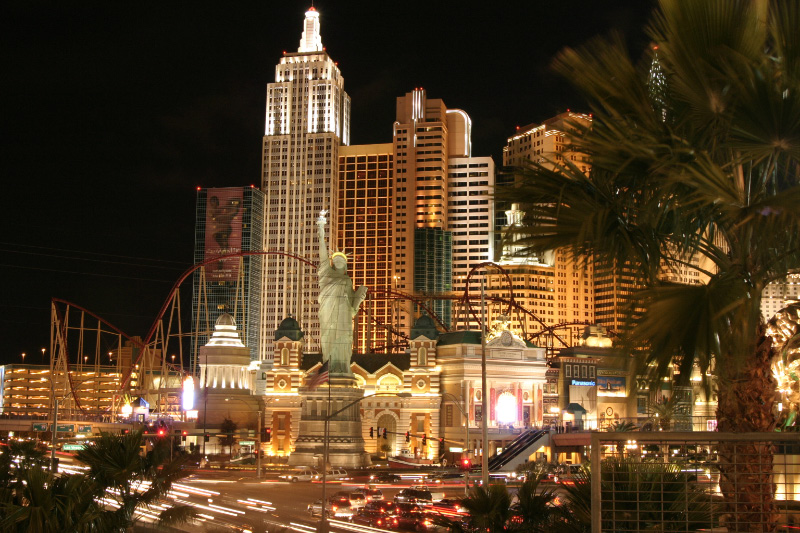